# Petersweiher im Viltz
Der Petersweiher im Viltz ist ein künstlich angelegtes Staugewässer zwischen Tröstau und Leupoldsdorf im Landkreis Wunsiedel im Fichtelgebirge. Er liegt unmittelbar an der Kreisstraße WUN 7, die von der Bundesstraße 303 nach Leupoldsdorf führt.

## Geschichte
Der Weiher wurde 1499 im Landbuch der Sechsämter genannt und diente damals der Fischzucht. Er gehörte zum Gotteshaus St. Peter in Schönbrunn, bevor er später in den Besitz des Hammerherren von Leupoldsdorf überging.